# Eubaphe nanora
Eubaphe nanora är en fjärilsart som beskrevs av William Schaus 1929. Eubaphe nanora ingår i släktet Eubaphe och familjen mätare. Inga underarter finns listade i Catalogue of Life.